# منصبة
منصبة: إحدى مراكز محافظة تنومة. تقع في شرق المحافظة على مسافة 61 كيلاً، ويقطنها 388 مليون نسمة.